# Hiroshi Sasagawa
Hiroshi Sasagawa (jap. 笹川 ひろし Sasagawa Hiroshi; ur. 9 lipca 1936) – japoński reżyser seriali i filmów anime.
Karierę rozpoczął jako twórca mang. Był asystentem Osamu Tezuki. Od początku istnienia studia animacyjnego Tatsunoko Production pracował tam jako reżyser.

## Wybrana filmografia
- 1969: Przyjaciel Bob
- 1971: Hippo i Thomas
- 1973: Zielone żabki
- 1976: Fantastyczny świat Paula
- 1977: Baseballista
- 1977: Yattaman
- 1980: Błękitny ptak
- 1981: W Królestwie Kalendarza
- 1984: Starzan
- 1988: Domel
- 1991: Super Dan
- 1996: Kopciuszek

### Role głosowe
- 2009: Yattāman